# Negotin
Negotin (Servisch: Неготин) is een gemeente in het Servische oostelijke district Bor.
Negotin telt 43.551 inwoners (2002). De oppervlakte bedraagt 1089 km², de bevolkingsdichtheid is 40 inwoners per km².
De gemeente ligt aan de Donau, direct stroomafwaarts van de Ijzeren Poort en grenst aan de Bulgaarse grens.  Het drielandenpunt van Roemenië, Servië en Bulgarije ligt in de Donau bij Negotin. 
De gemeente omvat naast de hoofdplaats Negotin de plaatsen Aleksandrovac, Badnjevo, Braćevac, Brestovac, Bukovče, Veljkovo, Vidrovac, Vratna, Dupljane, Dušanovac, Jabukovac, Jasenica, Karbulovo, Kobišnica, Kovilovo, Mala Kamenica, Malajnica, Miloševo, Mihajlovac, Mokranje, Plavna, Popovica, Prahovo, Radujevac, Rajac, Rečka, Rogljevo, Samarinovac, Sikole, Slatina, Smedovac, Srbovo, Tamnič, Trnjane, Urovica, Crnomasnica, Čubra, Šarkamen en Štubik.
Op het gebied van de gemeente bevond zich reeds ten tijde van het Oude Rome de nederzetting Decebaluma. In Bukovče bevindt zich een gekend klooster.
Prahovo is een van de grootste en oudste dorpen in de gemeente na de hoofdplaats en ligt direct aan de oevers van de Donau. In 2002 telde het dorp 1.506 inwoners. De slag bij Prahovo vond plaats in 1810 in de buurt van het dorp tijdens de Eerste Servische Opstand.
In de buurt van Prahovo, over een lengte van circa twintig kilometer liet Nazi-Duitsland op last van Konteradmiral Paul-Willy Zieb op 6 en 7 september 1944 tussen de honderdvijftig en tweehonderd schepen, waaronder tientallen oorlogsschepen van de Schwarzmeerflotte van de Kriegsmarine beladen met munitie en explosieven, tot zinken brengen, om zo de doorgang voor het Sovjet-Rode Leger, geëngageerd in het Belgrado-offensief te blokkeren.  Delen van deze scheepswrakken, die bij normale waterstanden, toch steeds het bevaarbare kanaal beperken, hadden reeds in 2009 voor stremming van de doorvaart gezorgd, en kwamen door de grote droogte in 2022 zelfs boven de waterspiegel te liggen, wat leidde tot een verhoogd risico op pollutie en ontploffingsgevaar.
De Servische hoofdweg 33, voor de hernoeming in 2013 gekend als de M24, gaat in Negotin over de Bulgaarse grens verder als de II-12. Weg 33 kruist in de gemeente de Service weg 35 (voor 2013 M25) die tevens door Negotin loopt, de rechteroever van de Donau stroomopwaarts volgt langs de IJzeren poort en bij de waterkrachtcentrale Porțile de Fier I aansluit op de Roemeense DN6A, welke laatste deel uit maakt van de Europese weg 771. Een lokale aftakking van de 35, de Servische weg 168, kruist de Donau ter hoogte van het riviereiland, sluizencomplex en bij de tweede waterkrachtcentrale Portile de Fier II en continueert als de Roemeense DN56B.

## Geboren
- Jelena Tomašević (1983), zangeres
- Predrag Rajković (1995), voetballer